# Мар'янівка (Криворізький район)
Мар'я́нівка — село в Україні, у Криворізькому районі Дніпропетровської області.
Орган місцевого самоврядування — Лозуватська сільська рада. Населення — 323 мешканці.

## Географія
Село Мар'янівка знаходиться на лівому березі Карачунівського водосховища (річка Інгулець), вище за течією на відстані 2 км розташоване село Лозуватка. По селу протікає пересихаючий струмок з загатою. Через село проходять автомобільна дорога Н23 і залізниця, станція Карачуни за 6 км.

## Історія
За даними на 1859 рік у власницькому сельці Мар'янівка (Ходине) Верхньодніпровського повіту Катеринославської губернії налічувалось 37 дворових господарств, у яких мешкало 238 осіб (120 чоловічої статі та 118 — жіночої).
Станом на 1908 рік населення колишнього панського села Лозуватської волості зросло до 422 осіб (227 чоловічої статі та 195 — жіночої), 71 дворове господарство:

## Населення

### Мова
Розподіл населення за рідною мовою за даними перепису 2001 року:
| Мова       | Кількість | Відсоток |
| ---------- | --------- | -------- |
| українська | 312       | 96.59%   |
| російська  | 11        | 3.41%    |
| Усього     | 323       | 100%     |

## Люди
- Миколаєнко Микола Антонович (народився 1919 в Мар'янівці) — український письменник, поет, прозаїк, драматург. Член НСПУ з 1958 року. Перекладач з татарської мови.